# Arte programmata
Arte programmata è stata una mostra d'arte organizzata nel 1962 per conto di Olivetti da Bruno Munari e Giorgio Soavi, con un catalogo curato da Umberto Eco.

## Storia
La mostra venne inaugurata il 15 maggio 1962 nel Negozio Olivetti di Milano con l'intenzione di essere ripresentata negli altri negozi del gruppo in Italia, a Venezia e Roma. In seguito al successo delle prime esposizioni, furono organizzate altre tappe presso diverse istituzioni e gallerie nel resto d'Europa e infine negli Stati Uniti con la collaborazione dello Smithsonian. Le opere esposte sono concepite per poter essere trasformate dai rumori provenienti dall'ambiente circostante e dall'interazione fra il visitatore e l'opera stessa. Le tappe della mostra furono:
- Negozio Olivetti di Milano, galleria Vittorio Emanuele (maggio - giugno 1962)
- Negozio Olivetti di Venezia, piazza San Marco (luglio - agosto 1962)
- negozio Olivetti di Roma, piazza Barberini (ottobre 1962)
- Galleria La Cavana, Trieste (dicembre 1962 - gennaio 1963)
- Galleria Göppinger, Düsseldorf (15 giugno - 14 luglio 1963)
- Royal College of Arts, Londra (27 maggio - 11 giugno 1964)
- Florida State University, Tallahassee (17 ottobre - 15 novembre 1964)
- Museum of Art, Columbia (23 gennaio - 21 febbraio 1965)
- Andrew Dickson White Museum of Art, Cornell University, Ithaca (13 marzo - 11 aprile 1965)
- Art Museum, Allentown (1-30 maggio 1965)

Nel 1963 venne realizzato un cortometraggio dedicato alla mostra realizzato presso gli Studi di Monte Olimpino.

## Artisti partecipanti
Alla mostra inaugurale di Milano furono esposte opere dei seguenti artisti:
- Gruppo T (Giovanni Anceschi, Davide Boriani, Gianni Colombo, Gabriele Devecchi e Grazia Varisco)
- Gruppo N (Alberto Biasi, Ennio Chiggio, Toni Costa, Edoardo Landi e Manfredo Massironi)
- Enzo Mari
- Bruno Munari.

A Venezia e Roma così come nelle successive tappe si aggiunsero Getulio Alviani e gli artisti francesi del GRAV (Groupe de Recherche d’Art Visuel): Horacio García Rossi, Julio Le Parc, François Morellet, Francisco Sobrino, Joël Stein e Yvaral (Jean-Pierre Vasarely).